# Пшиміловиці-Котисув
Пшиміловиці-Котисув (пол. Przymiłowice-Kotysów) — село в Польщі, у гміні Ольштин Ченстоховського повіту Сілезького воєводства.